# Hodkovice nad Mohelkou
Hodkovice nad Mohelkou là một thị trấn thuộc huyện Liberec, vùng Liberecký, Cộng hòa Séc.